# Maszud Sodzsái
Maszud Sodzsái  (perzsául:  مسعود شجاعی; Siráz, 1984. június 9. –) iráni labdarúgó, a katari es-Saháníja középpályása, de csatárként is bevethető.
Hazájában két klubban játszott, majd az Egyesült Arab Emírségekbe, az es-Sárzsdába igazolt, később a spanyol Osasuna színeiben 112 tétmeccset játszott.
2004 óta tagja az iráni labdarúgó-válogatottnak, két labdarúgó-világbajnokságon vett részt.